# Dinetus rhombicarpus
Dinetus rhombicarpus är en vindeväxtart som beskrevs av Staples. Dinetus rhombicarpus ingår i släktet Dinetus och familjen vindeväxter. Inga underarter finns listade i Catalogue of Life.